# Арыстанды (река)
Арыстанды — река в Казахстане, протекает по территории Туркестанской и Жамбылской областей. Впадает в Арыс-Туркестанский канал.

## География
Река Арыстанды берёт начало в северо-западной части хребта Каратау на территории Сарысуского района Жамбылской области. Течёт на юго-запад по территории Байдибекского района Туркестанской области мимо населённых пунктов Шакпак и Жузумдик. Впадает в Арыс-Туркестанский канал неподалёку от села Кызылжар.
Длина реки составляет 92 км, площадь водосборного бассейна — 847 км². Средний расход воды 0,64 м³/с. Питание снеговое, дождевое и грунтовое. Вскрывается в начале марта, замерзает в конце декабря. Воды реки используются для орошения. Вдоль русла реки дует Арыстанды-Карабасский ветер.